# Ollioules
Ollioules là một xã ở tỉnh Var trong vùng Provence-Alpes-Côte d’Azur, Pháp. Xã này có diện tích 19,89 km², dân số năm 2006 là 673 người. Xã này nằm ở khu vực có độ cao trung bình 50 mét trên mực nước biển. Danh xưng dân địa phương trong tiếng Pháp là Ollioulais.

## Thông tin nhân khẩu
| 1793  | 1800  | 1806  | 1821  | 1831  | 1836  | 1841  | 1846  | 1851  |
| ----- | ----- | ----- | ----- | ----- | ----- | ----- | ----- | ----- |
| 1 814 | 2 591 | 2 878 | 3 096 | 3 132 | 3 026 | 3 012 | 3 142 | 3 258 |

| 1856  | 1861  | 1866  | 1872  | 1876  | 1881  | 1886  | 1891  | 1896  |
| ----- | ----- | ----- | ----- | ----- | ----- | ----- | ----- | ----- |
| 3 305 | 3 360 | 3 348 | 3 357 | 3 456 | 3 480 | 3 708 | 3 816 | 3 966 |

| 1901  | 1906  | 1911  | 1921  | 1926  | 1931  | 1936  | 1946  | 1954  |
| ----- | ----- | ----- | ----- | ----- | ----- | ----- | ----- | ----- |
| 4 006 | 4 060 | 4 201 | 4 173 | 4 573 | 4 749 | 5 326 | 5 562 | 5 891 |

| 1962                                         | 1968  | 1975  | 1982  | 1990   | 1999   | 2006   | - | - |
| -------------------------------------------- | ----- | ----- | ----- | ------ | ------ | ------ | - | - |
| 6 959                                        | 7 803 | 8 786 | 9 242 | 10 398 | 12 198 | 13 400 | - | - |
| Số liệu kể từ 1962 : dân số không tính trùng |       |       |       |        |        |        |   |   |